# Palazzo Vecchio
Palazzo Vecchio (dosł. Stary Pałac) – dawna siedziba rady miejskiej we Florencji, przy Piazza della Signoria.

## Historia
Zaprojektował go Arnolfo di Cambio w kształcie masywnego bloku na planie czworokąta. Trzykondygnacyjną budowlę zwieńczoną blankami zdobi charakterystyczna, wysoka (94,0 m) wieża z tarasem. Budowę pałacu rozpoczęto w 1299 r. Wieżę ukończono w 1310 r. W latach 1343–1592 wprowadzono wiele zmian (najwięcej w 1540 na polecenie Kosmy I, który zajmował pałac od 1537 do momentu przeprowadzki do Palazzo Pitti). Początkowo Palazzo Vecchio był siedzibą republiki florenckiej, w okresie późniejszym pełnił rolę ratusza.

## Architektura
Kamienne, rustykowane elewacje ożywiają rzędy dwudzielnych okien zwieńczonych łukami. Pod łukami arkad podtrzymujących dwie kondygnacje obronnych ganków znajdują się freski z dziewięcioma herbami miasta. Zegar na wieży ratusza ma wbudowany mechanizm z 1667 r. Wieżę, podobnie jak główną bryłę gmachu, wieńczy dwukondygnacyjny ganek obronny z blankami w kształcie jaskółczych ogonów. Glorieta wsparta na czterech kolumnach została dobudowana podczas późniejszych przeróbek, podobnie jak wieńczący ją piramidalny daszek ozdobiony kulą i figurką lwa trzymającego lilię (tak wcześniej wyglądał symbol Florencji).
Nad łukiem drzwi wejściowych, w niebieskim polu ze złotymi liliami, znajduje się medalion z monogramem Chrystusa. Pod nim łaciński napis Rex regum et Dominus dominatorum umieszczony na polecenie Kosmy I w 1551. Po jego bokach umieszczono dwie statuetki lwów.
Po obu stronach drzwi stoją dwa marmurowe posągi. Wejście prowadzi na dziedziniec zaprojektowany przez Michelozza, pośrodku którego umieszczono fontannę z Puttem Verrocchia. Szerokie schody Vasariego prowadzą do Izby Pięciuset (Salone dei Cinquecento), w której, po wypędzeniu Medyceuszów, odbywały się zgromadzenia Naczelnej Rady Ludowej. Sala została zaprojektowana przez Il Cronaca (Simone del Pollaiuolo) w 1495. Zlecenie na namalowanie fresków zdobiących salę otrzymało w 1503 r. dwóch wielkich mistrzów renesansu: Michał Anioł i Leonardo da Vinci. Ich projekty nigdy nie zostały zrealizowane (Leonardo da Vinci próbował, bez powodzenia, zastosować nową metodę malowania fresków, a Michał Anioł pozostawił tylko szkice). W drugiej połowie XVI wieku zamalowano nieudane próby Leonarda. Giorgio Vasari na ścianach i suficie umieścił freski sławiące Kosmę I: Powrót Wielkiego Księcia Kosmy I do Florencji; Zdobycie Pizy i Sieny. Wystrój Sali uzupełniają marmurowe rzeźby, wśród nich jest eksponowane dzieło Michała Anioła Geniusz unicestwiający Dziką Bestię oraz Herkules i Diomedes Vincenza de'Rossi.
Obok Sali Pięciuset mieści się niewielki gabinet Franciszka I Medyceusza, zaprojektowany przez Vasariego, a ozdobiony obrazami Bronzina, di Tito, Giovanni Stradano oraz rzeźbami Giambologni i Ammantiego.
Wśród wielu bogato zdobionych sal zwracają uwagę m.in.: sala Klemensa VII z freskiem Vasariego Oblężenie Florencji, Sala Lilii, w której wystawiona jest rzeźba Donatello Judyta i Holofernes, Sala Audiencyjna z marmurowym portalem i freskiem Domenica Ghirlandai, kaplica dei Priori, biura Machiavellego oraz Sala delle Carte ozdobiona szesnastowiecznymi mapami.